# The Bulwark
The Bulwark (englisch für Das Bollwerk) ist ein steilwandiger Granitblock an der Scott-Küste des ostantarktischen Viktorialands. Er ragt an der Westseite des Koettlitz-Gletschers auf, dessen Eismassen um ihn herumfließend in die Walcott Bay münden.
Erstmals kartiert wurde er von Teilnehmern der Terra-Nova-Expedition (1910–1913) unter der Leitung des britischen Polarforschers Robert Falcon Scott. Wissenschaftler einer von 1960 bis 1961 durchgeführten Kampagne der Victoria University’s Antarctic Expeditions benannten ihn nach seiner Erscheinungsform.